# D. H. Lawrence
David Herbert Richards Lawrence (n. 11 septembrie 1885, Eastwood, Anglia, Regatul Unit al Marii Britanii și Irlandei – d. 2 martie 1930, Vence, Alpes-Maritimes, Franța) a fost un scriitor englez. 
Opera sa, puternic influențată de psihanaliza freudiană, exprimă efectul industrializării asupra ființei umane, conflictul dintre instinct și intelect, revolta împotriva supraevaluării spiritualului și reprimării senzualității naturale, ca manifestări puritane, pledând pentru întoarcerea la natură și reintegrarea erosului, întrevăzut ca o forță sacră a vieții, printre valorile esențiale ale umanității.

## Scrieri

### Romane
- 1911: Păunul alb ("The White Peacock")
- 1913: Fii și îndrăgostiți ("Sons and Lovers")
- 1915: Curcubeul ("The Rainbow")
- 1921: Femei îndrăgostite ("Women in Love")
- 1923: Cangurul ("The Kangaroo")
- 1926: Șarpele cu pene ("The Plumed Serpent")
- 1928: Amantul doamnei Chatterley ("Lady Chatterley's Lover")

### Nuvele și povestiri
- 1914: Ofițerul prusac ("The Prussian Officer")
- 1923: Buburuza ("The Ladybird")
- 1928: Femeia care se îndepărta călare ("The Woman Who Rode Away")

### Poezie
- 1913: Poeme de dragoste și altele ("Love Poems and Others")
- 1917: Privește! am ajuns la capăt ("Look! We Have Come Through")
- 1928: Poezii complete ("The Collected Poems")

### Eseuri
- 1921: Psihanaliza și subconștientul ("Psychoanalysis and the Unconscious")
- 1922: Fantezia inconștientului ("Fantasia of the Unconscious")
- 1923: Studii despre literatura clasică americană ("Studies in Classic American Literature")

### Jurnale de călătorie
- 1916: Crepuscul în Italia ("Twilight in Italy")
- 1921: Marea și Sardinia ("Sea and Sardinia")